# Koji Yamase
Koji Yamase (Sapporo, 22 de setembro de 1981) é um futebolista profissional japonês, meio campo, milita no Kyoto Sanga.